# Estrato (ciudad)
Estrato (en griego, Στράτος) es una localidad de la unidad periférica de Etolia-Acarnania, que pertenece desde el año 2011 al municipio de Agrinio. En ese mismo año, la población de su unidad municipal ascendía a 5429 habitantes y los de la localidad de Estrato a 979. Está situada a orillas del río Aqueloo, junto a un embalse que tiene su mismo nombre. 
En la Antigüedad, formaba parte del territorio de Acarnania. Estrabón la sitúa a 200 estadios (unos 37 km) de la desembocadura del río Aqueloo, en una fértil llanura cerca del límite con Etolia.
Pausanias menciona un campeón de los Juegos Olímpicos en la prueba del pancracio que procedía de la ciudad de Estrato. Se llamaba Xenarques, hijo de Filándridas, fue el primer acarnanio que obtuvo la victoria en esa prueba y de él hizo una estatua Lisipo.

## Historia
Durante la guerra del Peloponeso la ciudad, que era aliada de los atenienses, fue atacada por el ejército espartano dirigido por Cnemo, y sus aliados, en el año 429 a. C. pero Estrato estaba bien fortificada y además sus defensores tendieron emboscadas a los atacantes con lo que consiguieron ponerlos en fuga y levantaron un trofeo para conmemorar la victoria.
En el año 219 a. C., la ciudad de Estrato, que se encontraba en poder de los eleos, fue sitiada por Filipo V de Macedonia.
Tito Livio la cita como la ciudad más importante del territorio controlado por los etolios. Perseo de Macedonia fracasó en su intento de tomarla en el año 169 a. C. durante la tercera guerra macedónica, en la que formaba parte de los territorios aliados de los romanos.

## Yacimiento arqueológico

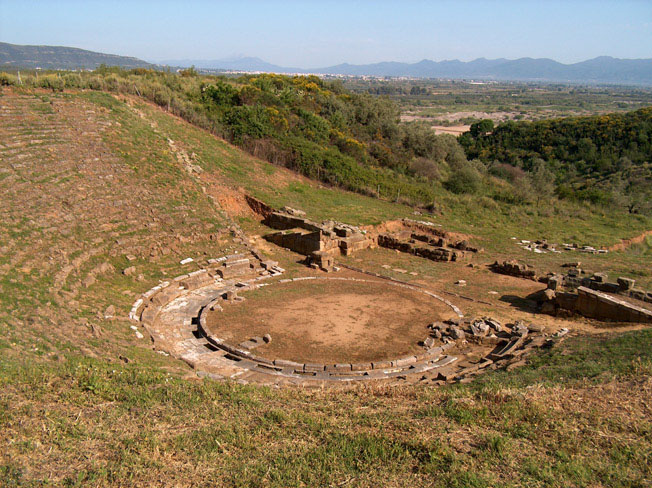
Restos del antiguo teatro de Estrato.

El yacimiento arqueológico donde se encuentran los restos de la antigua Estrato se halla en el norte del municipio de Agrinio. De estos restos pueden destacarse el templo de Zeus y el teatro.

### Templo de Zeus estratio
El templo de Zeus estratio estaba en la parte oeste de la ciudad, en lo alto de una colina fortificada. Se construyó hacia el periodo comprendido entre 338 y el 314 a. C. Se trataba de un templo de seis columnas dóricas. Actualmente se conservan las partes del norte y el este del monumento.

### Teatro antiguo
El teatro antiguo de Estrato —el más grande de la Unidad periférica de Etolia-Acarnania— está situado en una colina poco pronunciada y con vistas al río Aqueloo. Fue construido en el s. IV a. C. y está hecho de piedra caliza y arena. Se conservan partes de los asientos, así como partes de la plataforma y de los bastidores. Fue localizado en 1805 por Leake, pero las excavaciones fueron realizadas entre 1990 y 1996 por un equipo dirigido por L. Kolona.